# Daron Nefcy
Daron Leah Nefcy (Los Angeles, 26 novembre 1985) è una scrittrice statunitense, creatrice di Marco e Star contro le forze del male.
È la seconda donna a creare una serie animata per Disney Channel, la prima è stata Sue Rose, la creatrice di Pepper Ann e la prima donna a creare una produzione animata per Disney XD.
Ha anche doppiato personaggi aggiuntivi nello show, come StarFan13, Sabrina Backintosh, Becky e la fata principessa del riformatorio di Sant'Olga per principesse ribelli.

## Biografia
Nefcy è nata a Los Angeles, in California. Ha studiato al California Institute of the Arts e si è laureata con un BFA in animazione dei personaggi nel 2009. Inizialmente ha inventato il personaggio di Star Butterfly nel suo terzo anno di college al tempo del progetto Cartoonstitute (eventualmente cancellato) di Cartoon Network.
Nefcy aveva precedentemente lavorato su Wander Over Yonder e Robot and Monster come revisionista di storyboard e su Mad come artista grafico e designer. È stata anche una disegnatrice di personaggi per il film per famiglie Elle del 2010: una storia moderna di Cenerentola e una regista, scrittrice, disegnatrice di personaggi e animatrice per il segmento "March" nel film comico di antologia del 2012 Holiday Road.